# Nederlandsk Nu
Nederlandsk Nu is een vereniging in Denemarken die ervoor ijvert dat in het Deens, met name in de Deense media en bij de Deense overheid, de taal- en nationaliteitsaanduidingen nederlandsk, Nederlandene en nederlænder worden gebruikt in plaats van de zeer gangbare benamingen hollandsk, Holland en hollænder.
De officiële benaming van Nederland is in het Deens Nederlandene. - In de praktijk wordt echter overwegend Holland gebruikt, ook bijvoorbeeld door overheidsinstanties. Zo werd tot voor kort op visa en rijbewijzen die door Nederlanders werden aangevraagd, Holland gedrukt.
Verder wordt in het Deens ook meestal de benaming flamsk ("Vlaams") gebruikt voor het Nederlands in België, waarvan ook vaak wordt aangenomen dat het een aparte taal is.
In 2004 werd voor het eerst in samenwerking met de Nederlandse Taalunie en Dansk Sprognævn (de Deense Taalraad) een Nederlands-Deens en een Deens-Nederlands woordenboek uitgegeven. De woordenboeken verschenen bij de Nederlandse uitgeverij Prisma en bij de Deense uitgeverij Gyldendal. Op de Nederlandse kaft en in de Nederlandse inleiding en gebruiksaanwijzing staat Nederlands, maar op de Deense kaft en in de Deense inleiding en gebruiksaanwijzing is sprake van hollandsk. Voor het overige is de inhoud van beide uitgaven identiek.
Dit gebruik van hollandsk leidde tot hevig protest van een groep in Denemarken verblijvende Belgische/Vlaamse en Nederlandse journalisten en andere burgers met Nederlands of Belgisch staatsburgerschap. Zij richtten daarop de vereniging Nederlandsk Nu op. Ze spreken Deense ministeries, redacties (van kranten, radio en tv) en andere instanties aan om hen bewust te maken van het betekenisonderscheid tussen Nederland en Holland (een pars pro toto) en verzoeken hen dat onderscheid ook in het Deens toe te passen.

## De vereniging en haar zaak

### De argumenten
Verscheidene argumenten worden door de vereniging gebruikt. Enkele worden hieronder genoemd:
- In het Noors en Zweeds, beide talen zijn verwant aan het Deens, gebruiken de officiële autoriteiten alsook de media uitsluitend de officiële taal- en nationaliteitsaanduidingen. Daarom wordt vaak in contacten met instanties verwezen naar die instanties. Op Wikipedia van beide talen wordt voorkeur gegeven aan de officiële benamingen; "Nederland" in het Noors en Nederländena Zweeds.
- In het Noors worden tegenwoordig overwegend de taal- en nationaliteitsaanduidingen nederlandsk, Nederland en nederlender gebruikt. Opvallend in dat verband is dat de oudere benaming Nederlandene ("de Nederlanden" in het meervoud) niet is behouden zoals in het Deens en Zweeds, maar dat naar het voorbeeld van het hedendaagse Nederlands meteen voor het enkelvoud Nederland is gekozen. Dit is een ontwikkeling die al decennia in het Noors aan de gang is, waarbij exoniemen, dat wil zeggen eigen Noorse benamingen voor buitenlandse plaatsen of landen, zo veel mogelijk worden afgeschaft.
- In het Zweeds worden door officiële organisaties tegenwoordig meestal de taal- en nationaliteitsaanduidingen nederländska, Nederländerna en nederländare gebruikt. In de media komen beide varianten voor. In informeel taalgebruik is een duidelijke voorkeur voor holländska (of flamländska), Holland en holländare merkbaar.
- Nederlandene og nederlandsk zijn de officiële benamingen in het Deens. In "Folketinget" en in de EU-regie gebruikt Denemarken uitsluitend deze termen, nooit Holland en hollandsk.
- In Denemarken wordt er uitsluitend in nederlandsk onderwezen. Nooit het hollandsk of flamsk.
- Andere talen gebruiken ook in de officiële sfeer uitsluitend Nederlands: Frans (Les Pays-Bas), Duits (Die Niederlande), Engels (The Netherlands)
- De taal wordt in andere talen zo vertaald: Frans (Néerlandais), Duits (Niederländisch), Engels (Dutch, Netherlandic[4])

### Behaalde successen
- Het Deense bureau voor de Statistiek Danmarks Statistik besloot in december 2010 om de landenterm "Holland" door "Nederlandene" te vervangen.[5]
- De Deense Rijkspolitie, die rijbewijzen uitreikt, heeft na herhaald verzoek "Holland" vervangen voor "Nederlandene"
- Het ministerie van Buitenlandse Zaken heeft op 9. juni 2004 via interne berichtgeving haar medewerkers erop geattendeerd dat Nederlandene en nederlandsk gebruikt dient te worden. Ook het Ministerie van Onderwijs, destijds onder beleid van Bertel Haarder, heeft haar afdelingen daarop geattendeerd. dit heeft ook jarenlang op hun website gestaan.
- Hoewel de Deense Wikipedia nog altijd Holland verkiest boven Nederlandene, wordt nu wel de taal Nederlandsk geprefereerd boven hollandsk/flamsk.

### Tegenargumenten
- In Denemarken is een veel gehoorde uitspraak: "Zo hebben we het altijd genoemd" of "Zo hebben we het altijd geschreven"
- Denen zeggen vaak: "Buitenlanders moeten ons niet komen vertellen hoe wij een land of taal noemen". Nederlanders zouden zich niet moeten mengen in Deense aangelegenheden.[6] Dit laatste wordt door de vereniging niet genoemd.
- In Denemarken wordt erop gewezen dat in Nederland (in de toerismesector) ook vaak "Holland" gebruikt wordt, met de aansporing kijk eerst naar jezelf voordat je bij een ander aanklopt.
- Sommige talen gebruiken ook hoofdzakelijk of alleen "Holland" en "Hollands" (bijvoorbeeld Fins, IJslands, Italiaans, Portugees, Russisch en Spaans)

### Verloren zaken
De vereniging ziet de media als het grootste obstakel, aangezien deze de meeste Denen bereiken.
- Redacteuren van de landelijke grote kranten willen niet overstag gaan. Waar in Interviews met Nederlanders en Vlamingen de woorden "Nederlandene" en "nederlandsk" gebruikt wordt, zijn deze in hun artikelen vertaald naar Holland en hollandsk.
- Ook de tv-redacties weigeren overstag te gaan.
- Lisbeth Falster Jacobsen (institut for Engelsk, Germansk og Romansk) schreef in een brief aan de vereniging: "Udlændinge skal ikke foreskrive os vores sprogbrug" (Buitenlanders moeten ons taalgebruik niet voorschrijven). Wel zouden officiële instanties de juiste termen moeten voeren.
- Een handtekeningactie resulteerde in een magere 93 onderschriften. De actie kon daarmee als verloren beschouwd worden.